# Oskar Kasprowski
Oskar Kasprowski (ur. 3 lutego 2000 r. w Żywcu) – polski łucznik specjalizujący się w łuku klasycznym.
Na mistrzostwach świata w 2017 roku zajął 33. miejsce w zawodach indywidualnych, odpadając w drugiej rundzie z Niemcem Maximilianem Weckmüllerem. Razem z Kacprem Sierakowskim i Maciejem Fałdzińskim zakończył w rywalizacji drużyn na 24. pozycji, zaś w konkurencji par mieszanych z Sylwią Zyzańską został sklasyfikowany na 19. miejscu.
Dwa lata później podczas mistrzostw świata w 's-Hertogenbosch indywidualnie z wynikiem z kwalifikacji 635 zajął 140. miejsce. W zawodach drużynowych z Markiem Szafranem i Kacprem Sierakowskim został sklasyfikowany na 37. pozycji.

## Wyniki
| Rok  | Zawody                         | Miejscowość      | Grupa  | Ind. | Druż. | Mikst |
| ---- | ------------------------------ | ---------------- | ------ | ---- | ----- | ----- |
| 2016 | Młodzieżowe mistrzostwa Europy | Bukareszt        | Kadet  | 17.  | 9.    | –     |
| 2017 | Halowe mistrzostwa Europy      | Vittel           | Junior | 17.  | 4.    | –     |
| 2017 | Młodzieżowe mistrzostwa świata | Rosario          | Junior | 57.  | 9.    | –     |
| 2017 | Mistrzostwa świata             | Meksyk           | Senior | 33.  | 24.   | 19.   |
| 2018 | Halowe mistrzostwa świata      | Yankton          | Junior | 5.   | 5.    | –     |
| 2018 | Młodzieżowe mistrzostwa Europy | Patras           | Junior | 9.   | 7.    | 6.    |
| 2019 | Mistrzostwa świata             | 's-Hertogenbosch | Senior | 140. | 37.   | –     |
| 2019 | Młodzieżowe mistrzostwa świata | Madryt           | Junior | 57.  | 17.   | 6.    |